# Enfermedad parasitaria
Una enfermedad parasitaria o parasitosis es una enfermedad infecciosa causada por protozoos, vermes (cestodos, trematodos, nematodos) o artrópodos. Las parasitosis son estudiadas por la parasitología. No se consideran parasitosis las infecciones por hongos, bacterias o virus que, tradicionalmente, han sido estudiados por la microbiología.
Las enfermedades parasitarias pueden adquirirse a través de los alimentos o del agua contaminada (como la fascioliasis o la teniasis), por la picadura de un insecto (como la malaria o la enfermedad del sueño) o por contacto sexual (como las ladillas), y pueden causar desde molestias leves hasta la muerte.
Las infecciones parasitarias causan enormes daños en las regiones tropicales y subtropicales. De todas ellas, la malaria causa el mayor número de muertes a nivel mundial, aproximadamente 1 millón de personas mueren cada año de malaria, la mayoría niños pequeños del África Subsahariana.

## Tipos de enfermedades parasitarias

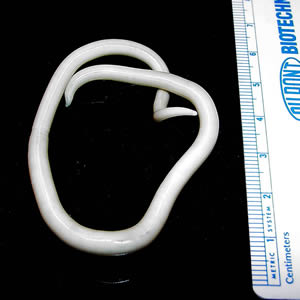
Ascaris lumbricoides, agente de una nematodiasis.

Según el agente causal, las parasitosis pueden ser: 
- Protozoosis. Enfermedades parasitarias causadas por protozoos,[4] que son organismos unicelulares eucariota; como la malaria, tripanosomiasis africana, giardiasis, etc.
- Helmintiasis. Enfermedades parasitarias causadas por gusanos (vermes o helmintos) que son animales (pluricelulares y eucariotas) de cuerpo alargado y blando; a su vez pueden ser:
  - Trematodiasis. Enfermedades parasitarias causadas por trematodos, vermes planos del filo platelmintos; como la esquistosomiasis, la fascioliasis, etc.
  - Cestodiasis. Enfermedades parasitarias causadas por cestodos,[5] vermes planos del filo platelmintos; como la teniasis, la cisticercosis, la hidatidosis, etc.
  - Nematodiasis. Enfermedades parasitarias causadas por nematodos o vermes cilíndricos,[6] como la filariasis, triquinelosis, la elefantiasis, etc.
- Ectoparasitosis. Enfermedades parasitarias producidas por artrópodos que infestan la superficie corporal; como las miasis, la pediculosis, etc.

## Epidemiología
Las enfermedades parasitarias son sumamente frecuentes a nivel mundial, especialmente en países en vías de desarrollo y subdesarrollados. La ascariasis es la infección parasitaria más frecuente del mundo, estimándose en 1997 su prevalencia mundial en 25 %. A fines de los años 80, se estimaba que el 50 % de la población de América Latina estaba infectada con gusanos (helmintiasis).
Entre los factores que se asocian a infecciones parasitarias se encuentran:
- Contaminación fecal, del suelo o de las aguas.
- Condiciones ambientales aptas para la reproducción de ciertos parásitos, o sus vectores, como humedad del suelo.
- Ruralidad
- Déficit de higiene
- Costumbres alimenticias, como consumo de carnes crudas.
- Migración
- Inmunosupresión

## Prevención

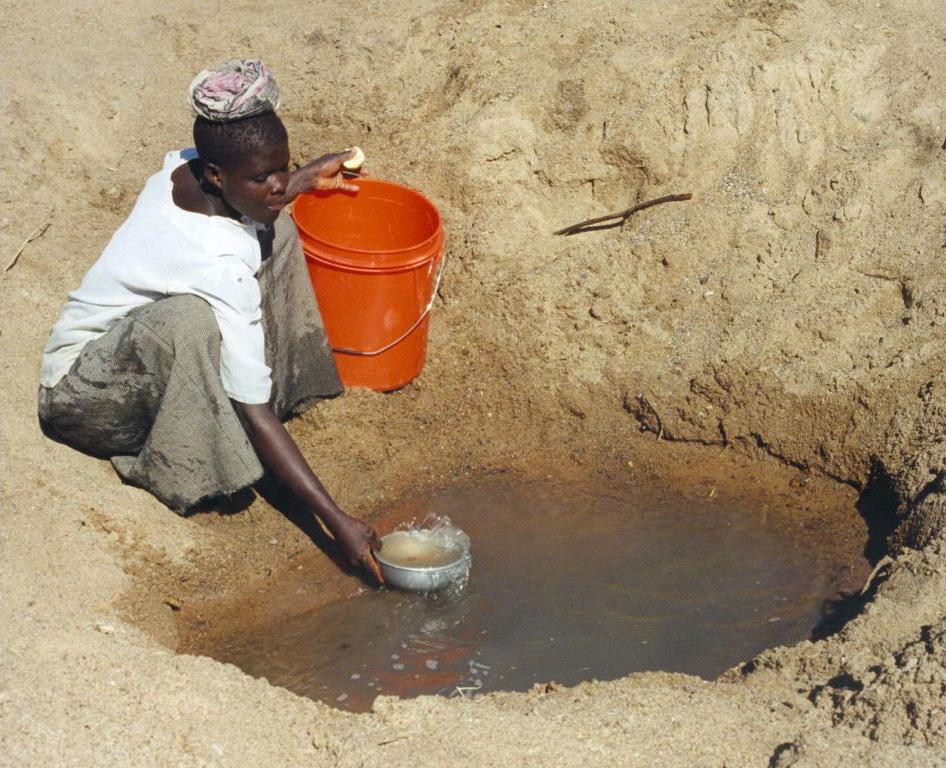
El agua contaminada puede ser una fuente de contagio de parásitos.

Para el control de las parasitosis intestinales, son importantes las medidas de saneamiento ambiental, higiene personal y de los alimentos, y abastecimiento de agua potable. Para el caso de los nemátodos, se ha implementado el llamado "tratamiento comunitario", que consiste en administrar una única dosis de antihelmínticos, como el albendazol o mebendazol, a todos los miembros de una población, repitiéndose la dosis cada 6 meses por un número determinado de años.
Para los parásitos que se transmiten por el consumo de alimentos crudos, como las teniasis, promover la costumbre de cocer los alimentos es fundamental.
Para las enfermedades transmitidas por vectores, se ha intentado implementar el control de los mismos, con relativo éxito. Para la malaria se planeó eliminar al vector con DDT, sin embargo, fue imposible por numerosos motivos.

## Tratamiento
Existen diversos tipos de fármacos, para tratar las distintas enfermedades parasitarias. En resumen podríamos dividirlos en los siguientes:
- Antimaláricos: como la cloroquina, mefloquina, proguanil/atavacuona, primaquina y artemisina.
- Antiprotozoarios: como la eflornitina, metronidazol, nifurtimox, cotrimoxazol, melarsoprol.
- Antihelmínticos: como el mebendazol, albendazol, dietilcarbamazina, praziquantel, niclosamida, ivermectina.